# 反實證主義
反实证主义（又名反自然主义、解释主义或否定主义）是社会学中的一种理论立场，是19世纪末至20世纪初在欧洲大陆兴起的与实证主义相对立的主观主义社会学。它反对实证主义社会学从自然科学中寻找可以运用于人文科学和社会科学的方法，提出需要不同的认识论来研究社会领域，从个人的主观动机或体验中寻找认识社会的方法，试图以个人行动的主观根源说明人的活动、社会关系、社会结构和社会发展，从而形成了反实证主义思潮。
解释主义由对后实证主义不满的研究人员中发展起来，他们认为后实证主义的理论不够全面性，难以反映人类互动中的细微差别和可变性。解释主义是一种受哲学框架影响的归纳实践，如解释学、现象学和符号互动论。解释性方法被用于社会科学的许多领域，包括历史、社会学、政治学、人类学等等。

## 内容
了解反实证主义首先要了解实证主义；实证主义认为，社会学家可以像自然科学家那样去客观观察和测量社会现象。这一主张暗示作用于自然界的法则同样适用于人类社会，因而自然科学的方法论同样也适用于人类社会的研究。而反实证主义方法论认为，人是有意识、有差异性的生物，人类社会与自然界不同，有独特的性质，因此自然科学的方法论并不适用于人类社会的研究。
德国社会学家狄尔泰利用社会现象的特殊性批判了实证主义。他认为：人具有自由意志，人的行为是无规律、无法预测的。社会历史事件都是独特的、偶然的，不存在普遍的历史规律。因此，不能用自然科学的方法来研究人和社会，而需要以人文学科的主观方法对具体的个人和事件进行解释和说明。
社会学现象学派否定了实证主义的许多假设。他们主张社会学研究应当通过对社会环境和个人境遇的实地考察，深入到行为者的意义与动机的领域，揭示出指导人们行动的内部逻辑。社会学的主要任务是具体而微地描述实际的社会生活，而不是探寻并不存在的社会规律。

## 历史

#### 18世纪
从18世纪早期的詹巴蒂斯塔·维柯开始启蒙，到孟德斯鸠的延续，自然史研究和人类史研究是各自独立的知识探究领域。自然历史不同于人类创造的人类历史，是不受人类控制的。因此，自然界和社会领域之间认识论的区别影响了反实证主义。 自然界只能通过其外部特征来理解，而社会领域可以通过外部和内部来理解和认识。

#### 19世纪初
以黑格尔派为首的知识分子提出了对经验社会分析前景的质疑。卡尔·马克思在正式社会科学建立之前就去世了，但仍然拒绝奥古斯特·孔德的社会学实证主义——尽管他试图建立一个历史唯物主义者的社会科学。
埃米尔·涂尔干增强的实证主义是现代学术社会学和社会研究的基础，但仍保留了其前身的许多机械元素。威廉·狄尔泰等解释学家详细阐述了自然科学和社会科学之间的区别（'Geisteswissenschaft' )，而像海因里希·李凯尔特(Heinrich Rickert )这样的新康德主义哲学家坚持认为，社会领域及其抽象的意义和象征意义与科学的分析方法不一致。 与此同时，埃德蒙德·胡塞爾通过现象学的标题否定了实证主义。

#### 20世纪
[Sociology is ] ... the science whose object is to interpret the meaning of social action and thereby give a causal explanation of the way in which the action proceeds and the effects which it produces. By 'action' in this definition is meant the human behaviour when and to the extent the agent or agents see it as subjectively meaningful ... the meaning to which we refer may be either (a) the meaning actually intended either by an individual agent on a particular historical occasion or by a number of agents on an approximate average in a given set of cases, or (b) the meaning attributed to the agent or agents, as types, in a pure type constructed in the abstract. In neither case is the 'meaning' thought of as somehow objectively 'correct' or 'true' by some metaphysical criterion. This is the difference between the empirical sciences of action, such as sociology and history, and any kind of a priori discipline, such as jurisprudence, logic, ethics, or aesthetics whose aim is to extract from their subject-matter 'correct' or 'valid' meaning.——Max Weber，The Nature of Social Action 1922
尤其是通过齐美尔的工作，社会学获得了一种超越实证主义数据收集或宏大的、确定性的结构法则体系的可能特征。齐美尔一生与社会学学院相对隔绝，他对现代性的独特分析更像是现象学和存在主义作家，而不是像Comte或涂尔干，他们特别关注社会个性的形式和可能性。他的社会学对人类感知的局限性进行了新康德主义的批判。

## 代表学派
反实证主义有学派之分，代表学派主要有法兰克福学派、新康德主义、现象学社会学和符号互动论等。

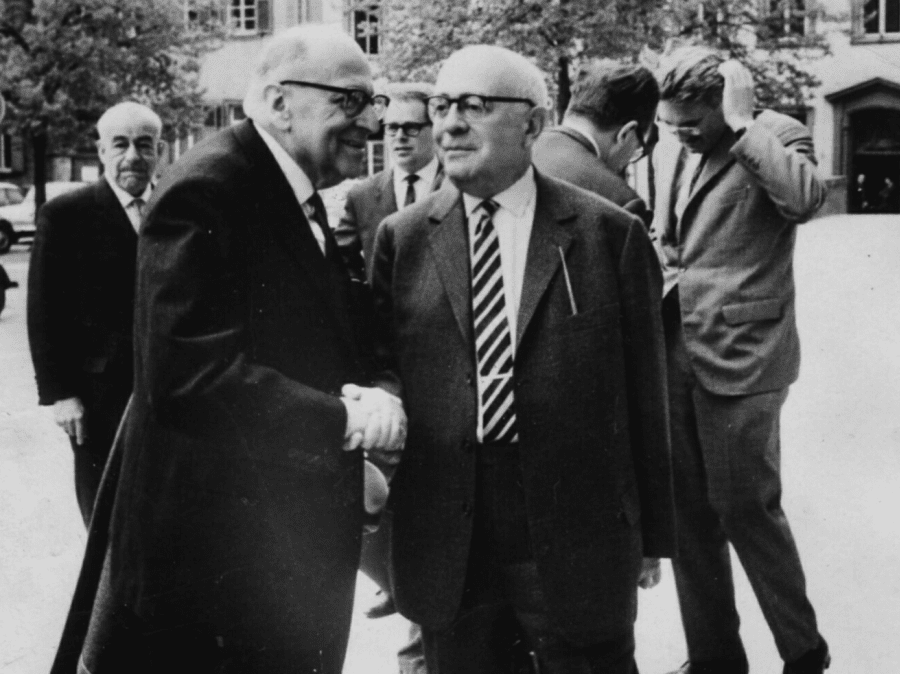
法兰克福学派

#### 法兰克福学派
德国法兰克福社会研究所的理论家们在20世纪30年代到40年代间创立了一种跨学科的社会政治观点。他们建立了反实证主义传统的批判理论。
拒绝“科学主义”将进一步促进反实证主义；或者作为意识形态的科学。尤尔根·哈贝马斯在他的《论社会科学的逻辑》（1967年）中认为,“将所有科学吸收到一个自然科学模型中的统一科学的实证主义论点之所以失败，是因为社会科学和历史之间的密切关系，以及它们是基于对意义的特定情境的理解，而这种理解只能通过解释学来解释...光靠观察是无法接近象征性的预设现实的。”
社会学家齐格蒙特·鲍曼认为，“我们表达道德关怀和认同他人需求的天生倾向，在现代性中被实证主义科学和教条主义官僚所扼杀。如果另一个不‘符合’现代社会认可的分类，它就可能被消灭。”

#### 新康德主义
反对实证主义的统一科学观，主张在自然科学和精神科学即人文科学之间做出区分。

#### 现象学社会学
20世纪60年代后，在美国兴起了一种主观主义社会学理论——现象学社会学。

#### 符号互动论
符号互动论是 20 世纪中发展起来的社会学观点。

#### 存在主义社会学
产生于第一次世界大战之后。

#### 拟剧论
是借助戏剧的延伸从而对人的日常生活行为进行研究。

## 其他相关理论
- 扎根理论
- 整体论
- 人文社会学
- 方法论二元论
- 社会科学哲学
- 后结构主义
- 社会行动